# Leucophorus flabellatus
Leucophorus flabellatus är en skalbaggsart som beskrevs av Brenske 1892. Leucophorus flabellatus ingår i släktet Leucophorus och familjen Melolonthidae. Inga underarter finns listade i Catalogue of Life.